# Erik Hassle
Erik Hassle (ur. 26 kwietnia 1988 w Katrineholmie) – szwedzki piosenkarz i autor tekstów pop.

## Dyskografia

### Albumy studyjne
| Rok                            | Dane dot. albumu                                                                                                 | Najwyższe pozycje na listach | Najwyższe pozycje na listach | Najwyższe pozycje na listach |
| Rok                            | Dane dot. albumu                                                                                                 | SWE                          | DNK                          | GBR                          |
| ------------------------------ | --- | ---------------------------- | ---------------------------- | ---------------------------- |
| 2009                           | Hassle - Wydany: 19 czerwca 2009 - Wytwórnia: King Island Roxystars Recordings AB - Format: CD, digital download | 2                            | –                            | –                            |
| 2010                           | Pieces - Wydany: 18 stycznia 2010 - Wytwórnia: Artist Company TEN AB - Format: CD, digital download              | –                            | 16                           | 154                          |
| 2012                           | We Dance - Wydany: 4 lipca 2012 - Wytwórnia: King Island Roxystars Recordings AB - Format: CD, digital download  | 30                           | –                            | –                            |
| „–” pozycja nie była notowana. | |                              |                              |                              |

### EP
| Rok                            | Dane dot. albumu | Najwyższe pozycje na listach |
| Rok                            | Dane dot. albumu | SWE                          |
| ------------------------------ | --- | ---------------------------- |
| 2010                           | The Hassle Sessions: Volume One - Wydany: 15 sierpnia 2010 - Wytwórnia: King Island Roxystars Recordings AB - Format: digital download      | –                            |
| 2010                           | Taken - Wydany: 4 października 2010 - Wytwórnia: Artist Company TEN AB - Format: digital download                                           | –                            |
| 2011                           | Mariefred Sessions - Wydany: 23 marca 2011 - Wytwórnia: Roxy Recordings, King Island Roxystars Recordings AB - Format: CD, digital download | 11                           |
| „–” pozycja nie była notowana. | |                              |

### Single
| Rok                            | Tytuł                                | Najwyższe pozycje na listach | Najwyższe pozycje na listach | Najwyższe pozycje na listach | Album    |
| Rok                            | Tytuł                                | SWE                          | DNK                          | GBR                          | Album    |
| ------------------------------ | ------------------------------------ | ---------------------------- | ---------------------------- | ---------------------------- | -------- |
| 2008                           | „Hurtful”                            | 11                           | 2                            | 59                           | Hassle   |
| 2009                           | „Love Me to Pieces”                  | –                            | –                            | –                            | Hassle   |
| 2009                           | „Don't Bring Flowers After I'm Dead” | 25                           | 11                           | –                            | Hassle   |
| 2010                           | „Standing Where You Left Me”         | 32                           | –                            | –                            |          |
| 2010                           | „Taken (Still in My Blood)”          | 55                           | –                            | –                            |          |
| 2011                           | „Nothing Can Change This Love”       | –                            | –                            | –                            |          |
| 2011                           | „Are You Leaving”                    | –                            | –                            | –                            |          |
| 2011                           | „Stay Away”                          | –                            | –                            | –                            |          |
| 2012                           | „Stay”                               | –                            | –                            | –                            | We Dance |
| 2012                           | „Back Under Water”                   | –                            | –                            | –                            | We Dance |
| „–” pozycja nie była notowana. |                                      |                              |                              |                              |          |